# 25404 Shansample
25404 Shansample (tên chỉ định: 1999 VU31) là một tiểu hành tinh vành đai chính. Nó được phát hiện bởi dự án Nghiên cứu tiểu hành tinh gần Trái Đất Lincoln ở Socorro, New Mexico, ngày 3 tháng 11 năm 1999. Nó được đặt theo tên Shannon Sample, an American educator ở Seneca, Missouri.